# Meiothecium
Meiothecium là một chi rêu trong họ Sematophyllaceae.